# Simocyon
Simocyon és un mamífer carnívor extint emparentat amb el panda vermell. Visqué durant el Miocè. Se n'han trobat restes a Europa, Àsia i, en menor mesura, Nord-amèrica.
De mida similar a la d'un puma, aquest animal tenia el cos àgil i fort, potes llargues i un musell relativament curt amb dents afilades, que indiquen una dieta carnívora. El caràcter més rellevant de Simocyon és la presència d'un «fals polze» a les potes anteriors, similars al que tenen el panda vermell i el panda gegant. Aquesta estructura és el resultat d'un allargament radial de l'os sesamoide i formava una superfície gairebé immòbil contra la qual s'oposaven els altres dits, permetant a l'animal agafar o urpar les preses. Altres característiques insòlites d'aquest animal inclouen ossos del canell particularment mòbils i una escàpula considerablement desenvolupada, que molt probablement era un punt d'ancoratge per grans músculs de les espatlles. La columna vertebral s'assembla molt a la dels mustèlids actuals.